# 上毛高原站

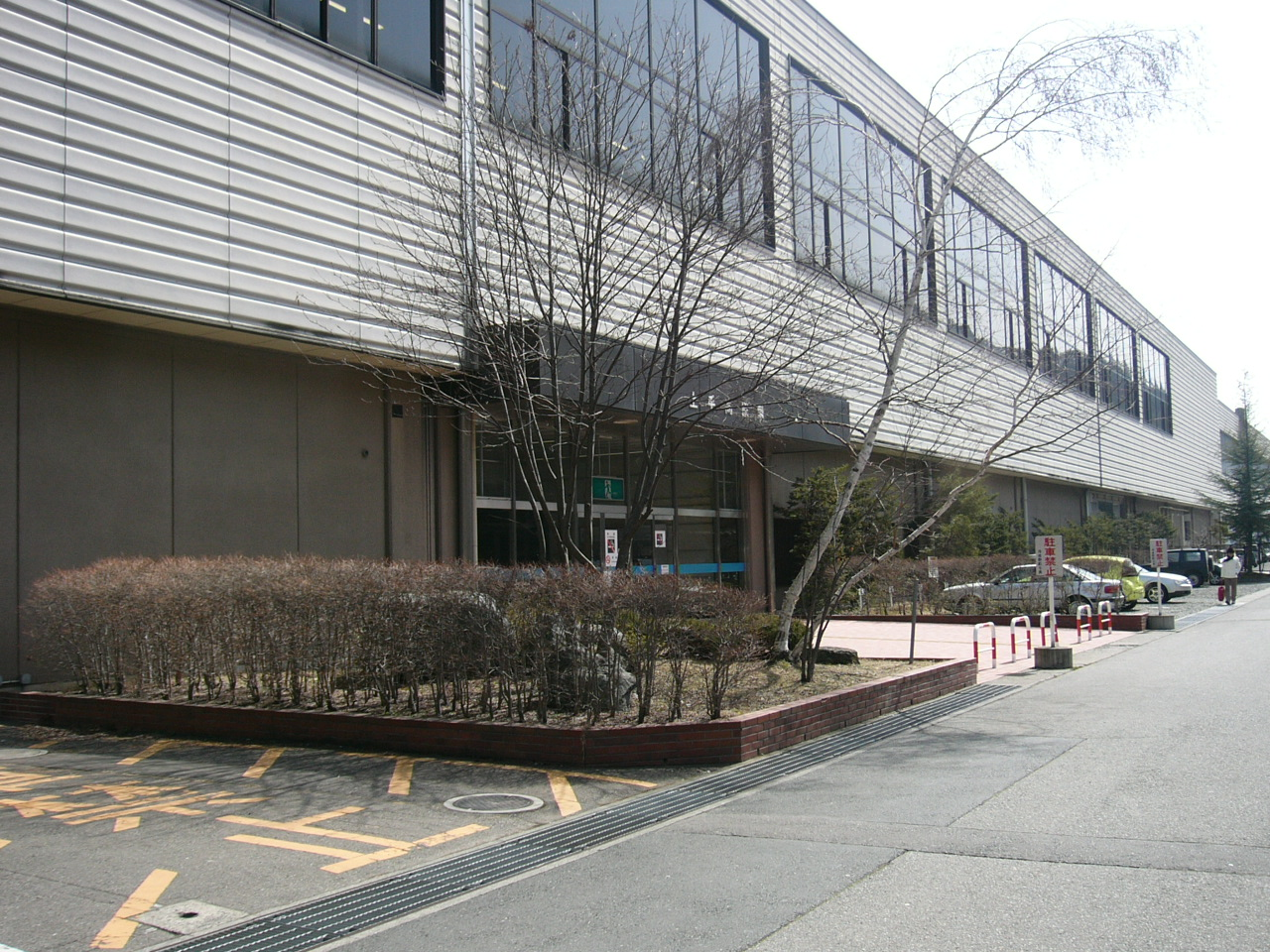
上毛高原站西口

上毛高原站（日语：／ Jōmō-kōgen eki */?）是東日本旅客鐵道（JR東日本）上越新幹線的鐵路車站，位於日本群馬縣利根郡水上町月夜野1756番地。上毛高原站是少數沒有在來線可接駁轉乘的新幹線車站，最接近的在來線車站（上越線後閑站）距離本站約2公里，需換乘巴士才能抵達。

## 車站構造
本站是一高架車站，站房位於高架下的空間。本站只在副本線設月台，為相對式月台2面2線，而本線則通過本站。

### 月台配置
| 月台 | 路線       | 方向 | 目的地               |
| ---- | ---------- | ---- | -------------------- |
| 1    | 上越新幹線 | 上行 | 高崎、大宮、東京方向 |
| 2    | 上越新幹線 | 下行 | 長岡、新潟方向       |

## 使用情況
以下是各年度本站每日平均乘客數的統計：
| 年度   | 每日平均乘客數 | 來源   |
| ------ | -------------- | ------ |
| 2005年 | 741            | [ 2 ]  |
| 2006年 | 732            | [ 3 ]  |
| 2007年 | 740            | [ 4 ]  |
| 2008年 | 725            | [ 5 ]  |
| 2009年 | 659            | [ 6 ]  |
| 2010年 | 666            | [ 7 ]  |
| 2011年 | 727            | [ 8 ]  |
| 2012年 | 761            | [ 9 ]  |
| 2013年 | 767            | [ 10 ] |

## 車站周邊
站前擺放了靜態保存的國鐵D51形蒸氣機關車745號。
- 後閒站（上越線）－位於本站東南方約2公里，兩站間有巴士接駁。
- 上牧溫泉
- 奈女澤溫泉
- 赤岩溫泉
- 奥平溫泉
- 川古溫泉
- 猿京溫泉
- 法師溫泉
- 湯宿溫泉
- 月夜野矢瀨親水公園
- 國道291號
- 月夜野郵政局

## 歷史
- 1982年（昭和57年）11月15日：本站與上越新幹線一同開業。
- 1987年（昭和62年）4月1日：國鐵分割民營化，本站由JR東日本接手經營。

## 相鄰車站
東日本旅客鐵道
上越新幹線
高崎－上毛高原－越後湯澤

## 外部連結
- JR東日本－上毛高原車站 （页面存档备份，存于）（日語）

36°41′35″N 138°53′39″E / 36.69306°N 138.89417°E